# Pseudocolochirus
A Pseudocolochirus a tengeriuborkák (Holothuroidea) osztályának Dendrochirotida rendjébe, ezen belül a Cucumariidae családjába tartozó nem.

## Rendszerezés
A nembe az alábbi 2 faj tartozik:
- Pseudocolochirus axiologus (H. L. Clark, 1914)
- Pseudocolochirus misakiensis Yamana & Kohtsuka, 2018
- Pseudocolochirus unica (Cherbonnier, 1988)
- háromszínű tengeri uborka (Pseudocolochirus violaceus) (Théel, 1886) - típusfaj